# Saitual
Saitual è una città dell'India di 10.243 abitanti, nel distretto di Aizawl, nello stato federato del Mizoram. In base al numero di abitanti la città rientra nella classe IV (da 10.000 a 19.999 persone).

## Geografia fisica
La città è situata a 23° 58' 0 N e 92° 34' 60 E e ha un'altitudine di 560 m s.l.m.

## Società

### Evoluzione demografica
Al censimento del 2001 la popolazione di Saitual assommava a 10.243 persone, delle quali 5.089 maschi e 5.154 femmine. I bambini di età inferiore o uguale ai sei anni assommavano a 1.443, dei quali 716 maschi e 727 femmine. Infine, coloro che erano in grado di saper almeno leggere e scrivere erano 8.526, dei quali 4.274 maschi e 4.252 femmine..